# Opel Corsa
Opel Corsa je malý automobil, který od roku 1982 vyrábí německá automobilka Opel. Ve Spojeném království se prodává i pod značkou Vauxhall. Po dobu, kdy byl Opel součástí koncernu General Motors (do 2017) se prodával ve světě i pod značkami Chevrolet nebo Holden.

## Corsa A

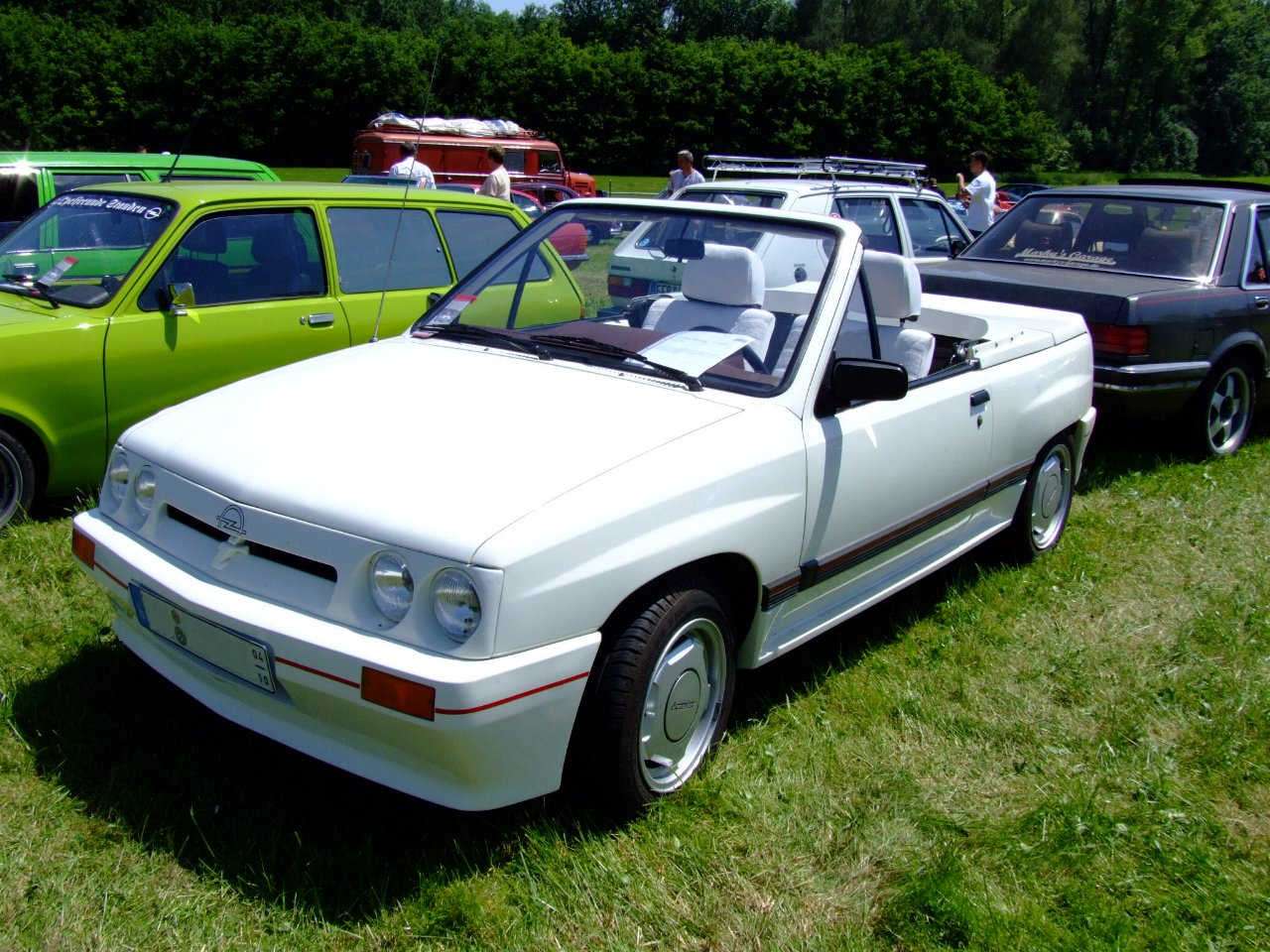
Corsa A Spider

Corsa A se vyráběla do roku 1993. Vauxhall ji prodával pod názvem Nova. Vyráběla se ve španělské Zaragoze. K dispozici byly verze tří- nebo pětidveřový hatchback a dvou- nebo čtyřdveřový sedan. Vícedveřové modely se vyráběly od roku 1984. V roce 1989 prošla Corsa faceliftem, kdy se designově změnily nárazníky, světla a maska chladiče. Od počátku výroby byl vyráběn i sportovní model Corsa SR, který se musel vyrábět v rámci homologační série pro rallyeovou skupinu A.

## Corsa B

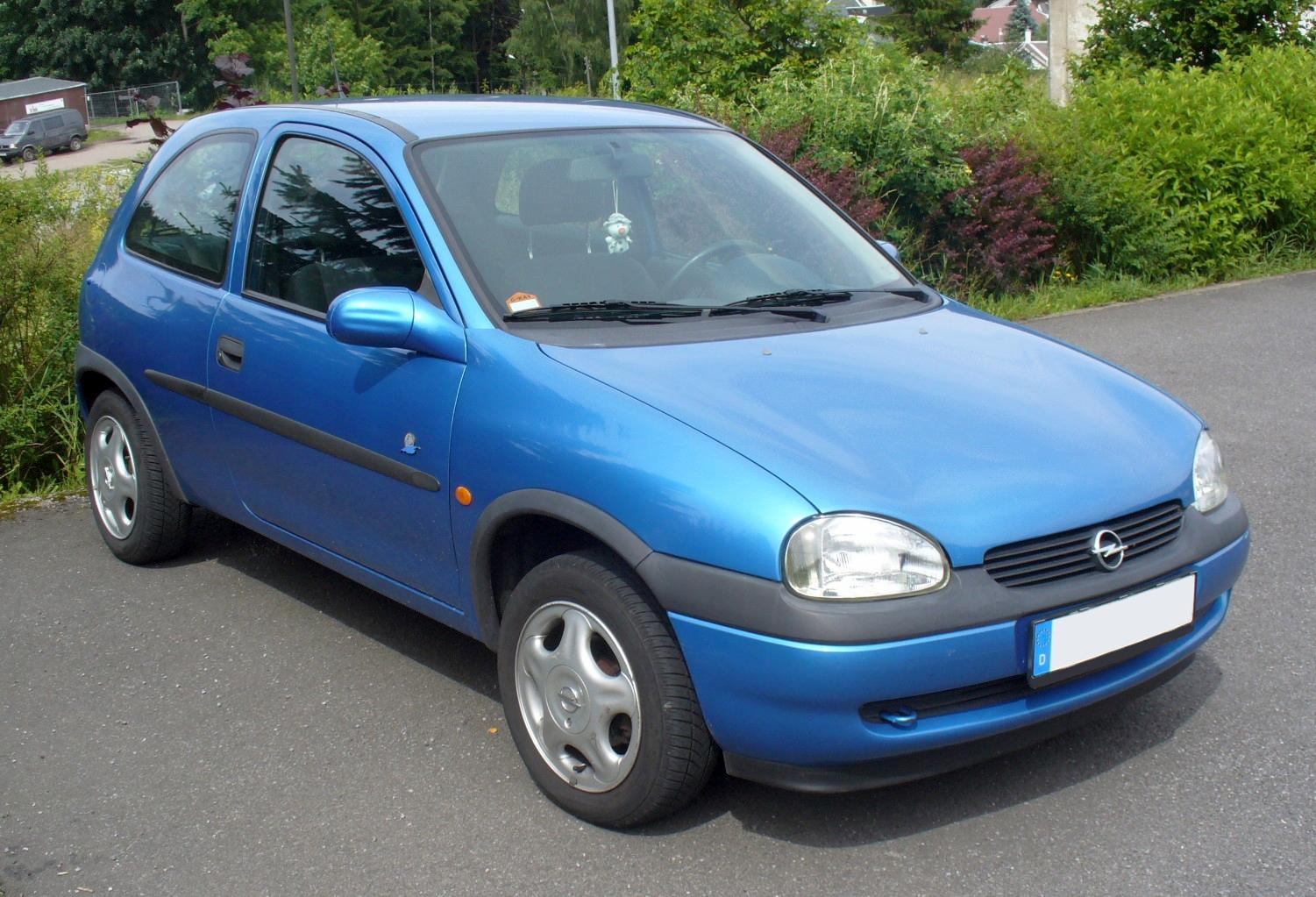
Corsa B

Corsa B se vyráběla v letech 1993 až 2004. Kromě Španělska vyráběla Corsu i města Bogotá v Kolumbii, Ramos Arizpe, v Mexiku a Alvear a Santa Fe v Argentině. Na některých trzích se prodávalo i pětidveřové kombi a dvoudveřový pick-up. Z vozu byl odvozen sportovní model Tigra A.

### Historie
V roce 1993 byla odhalena Corsa B ve Velké Británii pod jménem Vauxhall Nova. Následující rok byla zahájena výroba pod značkou Holden v Austrálii, jako Holden Barina, který nahrazuje verzi Suzuki Swift prodávané pod tímto jménem. To se ukázalo jako úspěch, jednalo se o první ve Španělsku postavený vůz, který se prodával se značnými objemy na australském trhu.
Čtyřválec byl vyráběn v objemech 1,2 l Family 0, 1,4 l a 1,6 l Family 1, které doplňoval ekonomický 1,5 l turbodieselový motor. Na rozdíl od předchozího modelu, nebyla v nabídce verze sedan, která byla navržena v Brazílii pro latinskoamerický trh. Takto byl také představen v Jižní Africe a Indii. Kombi, dodávka a pick-up truck byly také představeny. Kombi verze byla prodávána v některých evropských trzích (včetně Itálie), jako Opel. Corsa také posloužila jako základ pro malé kupé s názvem Opel Tigra. 1,0 l 3válec Family 0 v ekonomické verzi, se začal vyrábět v roce 1996 a Lotusem naladěné odpružení bylo přidáno stejně jako doplňky exteriéru. Silná konkurence pocházela z nových modelů, jako je Peugeot 206, Fiat Punto a Škoda Fabia.
Sedan je stále vyráběn a prodává se v Latinské Americe jako Chevrolet Corsa Classic. Rozpočet verze zavádí pro brazilský trh, Chevrolet Celta, má karoserii připomínající pozdní 1990 Vectra a Astra. Celta se prodává v Argentině jako Suzuki Fun.
Sedan a kombi verze byly vyráběny v Číně, Shanghai koncernem General Motors jako Buick Sail a Buick Sail S-RV, do roku 2005. V roce 2010 byly přejmenovány jako Chevrolet Sail a SRV. V září roku 2006, Chile se stala první zemí mimo Čínu, která přijala v Číně montované Sail a prodává se zde jako Chevrolet Corsa Plus, dostupný jako čtyřdveřový sedan s 1,6 L 92 PS (68 kW) motorem. Corsa Plus obsahuje dva čelní airbagy, ABS, klimatizaci, elektrické ovládání oken a centrální zamykání jako standardní vybavení.

### Indie
V Indii byly hatchback, sedan a kombi verze prodávané jako Corsa Sail, Corsa (nebo Corsa Joy), a Corsa Swing do konce roku 2005. Hatchback se stále vyráběl a pro trh v Jižní Africe jako Corsa Lite pod značkami Opel až do roku 2009.

### Mexiko
V roce 1994, General Motors de Mexico poprvé uvedlo na trh Corsa B jako Chevy, který by rychle nahradil Volkswagen Sedan. Mexické Všechny předchozí verze byly prodávány jako Chevy Monza s názvy používané na sedan, Swing (5dveřový hatchback) a Joy (3dveřový). Po faceliftu byly jednoduše přejmenovány na Chevy. Chevy zůstává favoritem mezi řidiči taxi a jedním z nejprodávanějších vozů v zemi.

## Corsa C

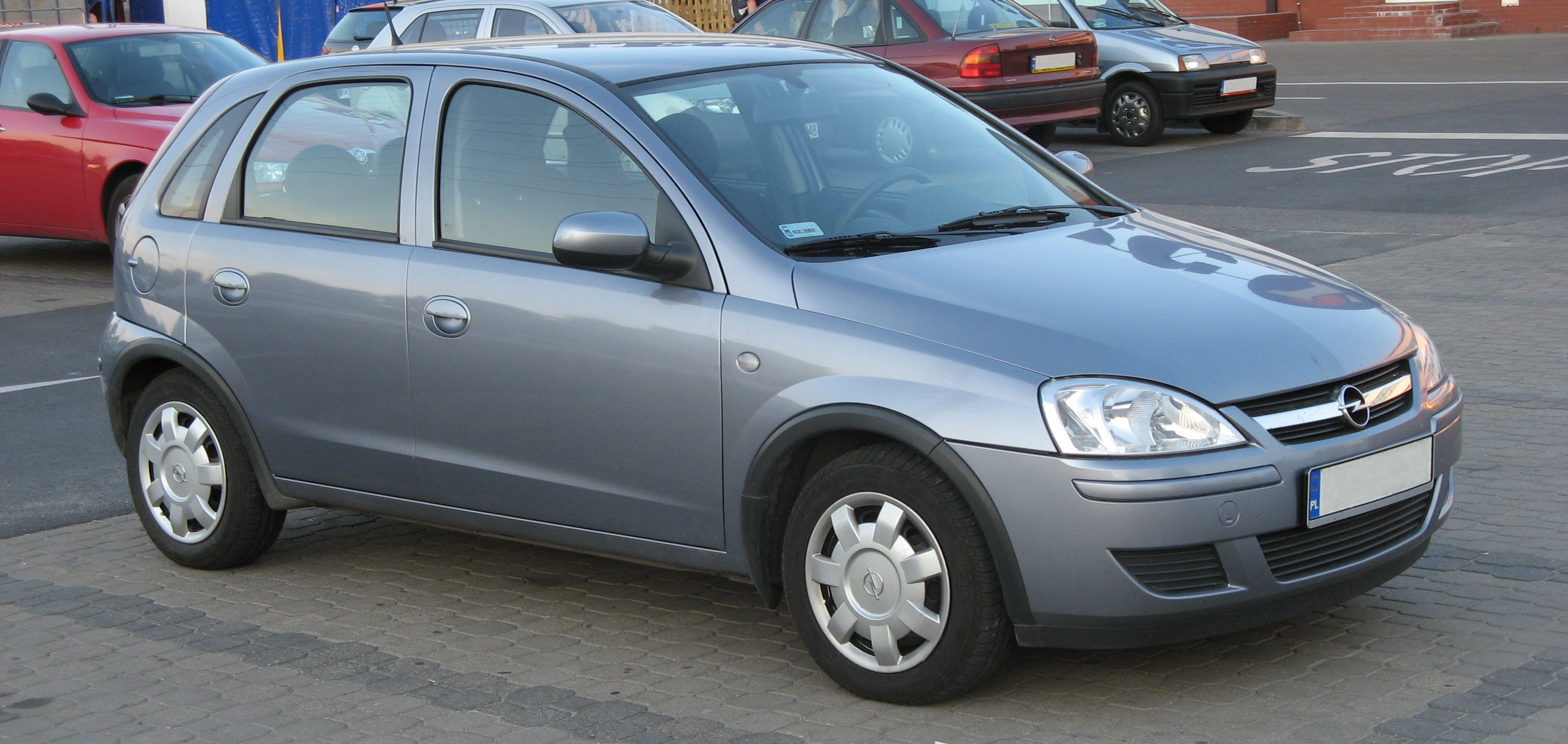
Corsa C

Corsa C se vyráběla v letech 2000 až 2006. Od roku 2001 bylo v prodeji sportovní provedení GSI. V roce 2003 prošla Corsa C faceliftem. Z Corsy C je odvozen užitkový vůz Opel Combo.

### Motory
Zážehové
- 1,0 l 60 k
- 1,0 l 60 k
- 1,2 l 75 k
- 1,2 l 80 k
- 1,4 l 90 k
- 1,4 l 90 k
- 1,8 l 125 k

Vznětové
- 1,3 l 70 k
- 1,7 l 55 k
- 1,7 l 65 k
- 1,7 l 75 k
- 1,7 l 100 k

## Corsa D
Opel Corsa D je čtvrtou generací malého automobilu značky Opel, nahradil model Corsa C. Veřejnosti byl představen v červenci 2006 na autosalonu v Londýně, prodej byl zahájen v říjnu 2006. Opel Corsa D získal v České republice titul Auto roku 2007.
Tato generace modelu Corsa využívá společnou platformu GM a Fiat s názvem Gamma/SCCS, kterou sdílí s Fiatem Grande Punto. Díky tomu je ve všech rozměrech větší než její předchůdce. V nabídce je tří- a pětidveřová verze.

### Přehled motorizací
Opel Corsa D se nabízí s celkem sedmi motory. Benzínové motory řady Ecotec zahrnují atmosférické tří- a čtyřválce v rozpětí 1,0 až 1,4 litru a přeplňovaný čtyřválec 1,6 litru. Motor 1.6 Turbo o výkonu 110 kW se dodává pouze do verze GSi (od září 2007), silnější varianta je určena výhradně pro třídveřovou verzi OPC (od března 2007). Převodovka je buď pětistupňová manuální (1.0, 1.2 a 1.4 Twinport), nebo šestistupňová manuální (1.6 Turbo), nebo automatizovaná Easytronic (1.2 Twinport) a nebo čtyřstupňová automatická (1.4 Twinport)
Nabídka naftových motorů se skládá z motoru 1.3 CDTI (původem od Fiatu) ve dvou výkonových variantách a motoru 1.7 CDTI. Pro slabší 1.3 CDTI je určena pětistupňová manuální převodovka, pro dva silnější motory šestistupňová, motor 1.3 CDTI 66 kW má také možnost převodovky Easytronic.

#### Benzínové
| Model                | 1.0 Twinport Ecotec | 1.2 Twinport Ecotec | 1.4 Twinport Ecotec | 1.4 Turbo            | 1.6 Turbo Ecotec GSi  | 1.6 Turbo Ecotec OPC  |
| Uspořádání válců     | 3 v řadě            | 4 v řadě            | 4 v řadě            | 4 v řadě             | 4 v řadě              | 4 v řadě              |
| Druh motoru          | benzínový           | benzínový           | benzínový           | turbobenzín          | turbobenzín           | turbobenzín           |
| Typ motoru           | Z10XEP              | Z12XEP              | Z14XEP              | A14NEL               | Z16LEL                | Z16LER                |
| Objem (cm³)          | 998                 | 1.229               | 1.364               | 1.362                | 1.598                 | 1.598                 |
| Vrtání × zdvih (mm)  | 73,4 × 78,6         | 73,4 × 72,6         | 73,4 × 82,6         | 73,4 x 82,6          | 79,0 × 81,5           | 79,0 × 81,5           |
| Výkon (kW)           | 44 při 5600 ot.     | 59 při 5600 ot.     | 66 při 5600 ot.     | 88 při 4800 ot.      | 110 při 5850 ot.      | 141 při 5850 ot.      |
| Kroutící moment (Nm) | 88 při 3800 ot.     | 110 při 4000 ot.    | 125 při 4000 ot.    | 200 od 1850 ot.      | 230 při 1950–5850 ot. | 230 při 1950–5850 ot. |
| Nejvyšší rychlost    | 150 km/h            | 168 (168)* km/h     | 173 (166)* km/h     | 193 km/h             | 210 km/h              | 225 km/h              |
| Zrychlení 0–100 km/h | 18,2 s              | 13,9 (15,4)* s      | 12,4 (14,8)* s      | 10,3 s               | 8,1 s                 | 7,2 s                 |
| Kombinovaná spotřeba | 5,6 l/100 km        | 5,8 (5,7)* l/100 km | 5,9 (6,8)* l/100 km | 7,2/4,4/5,2 l/100 km | 7,9 l/100 km          | 7,9 l/100 km          |
| Emise CO2            | 134 g/km            | 139 (137)* g/km     | 142 (163)* g/km     | 168/106/129 g/km     | 189 g/km              | 190 g/km              |

Pozn.: * automatická převodovka nebo Easytronic

#### Naftové
| Model                | 1.3 CDTI Ecotec (55 kW) | 1.3 CDTI Ecotec (66 kW) | 1.7 CDTI Ecotec  |
| Uspořádání válců     | 4 v řadě                | 4 v řadě                | 4 v řadě         |
| Druh motoru          | turbodiesel             | turbodiesel             | turbodiesel      |
| Typ motoru           | Z13DTJ                  | Z13DTH                  | Z17DTR           |
| Objem (cm³)          | 1.248                   | 1.248                   | 1.686            |
| Vrtání × zdvih (mm)  | 69,6 × 82,0             | 69,6 × 82,0             | 79,0 × 86,0      |
| Výkon (kW)           | 55 při 4000 ot.         | 66 při 4000 ot.         | 92 při 4000 ot.  |
| Kroutící moment (Nm) | 170 při 1750-2500 ot.   | 200 při 1750-2500 ot.   | 280 při 2300 ot. |
| Nejvyšší rychlost    | 163 km/h                | 172 (172)* km/h         | 195 km/h         |
| Zrychlení 0–100 km/h | 14,5 s                  | 12,7 s                  | 9,9 s            |
| Kombinovaná spotřeba | 4,5 l/100 km            | 4,9 (4,8)* l/100 km     | 4,8 l/100 km     |
| Emise CO2            | 119 g/km                | 130 (129)* g/km         | 130 g/km         |

Pozn.: * převodovka Easytronic

## Corsa E

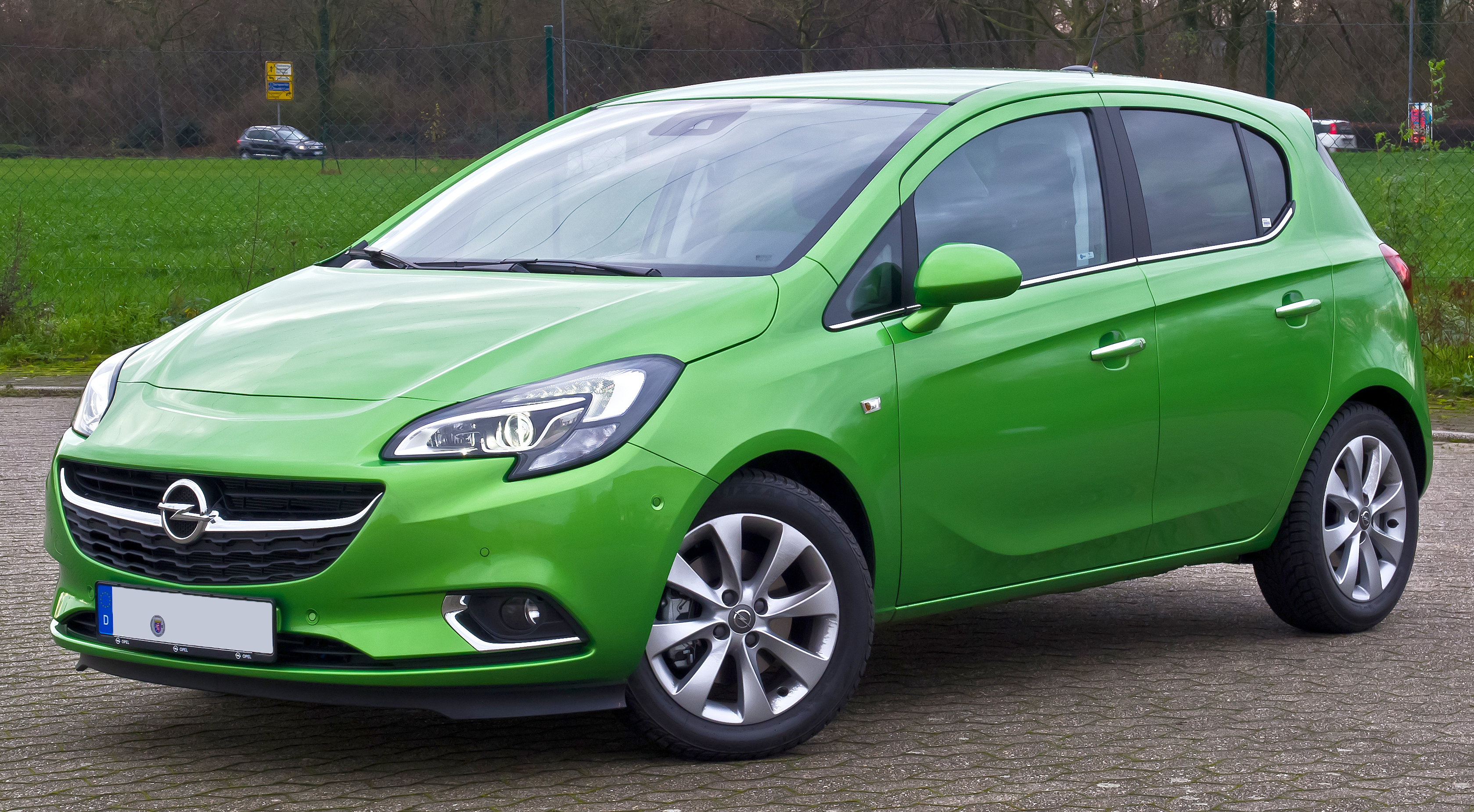
Opel Corsa E

Generace E vznikala mezi roky 2014 a 2019.

## Corsa F

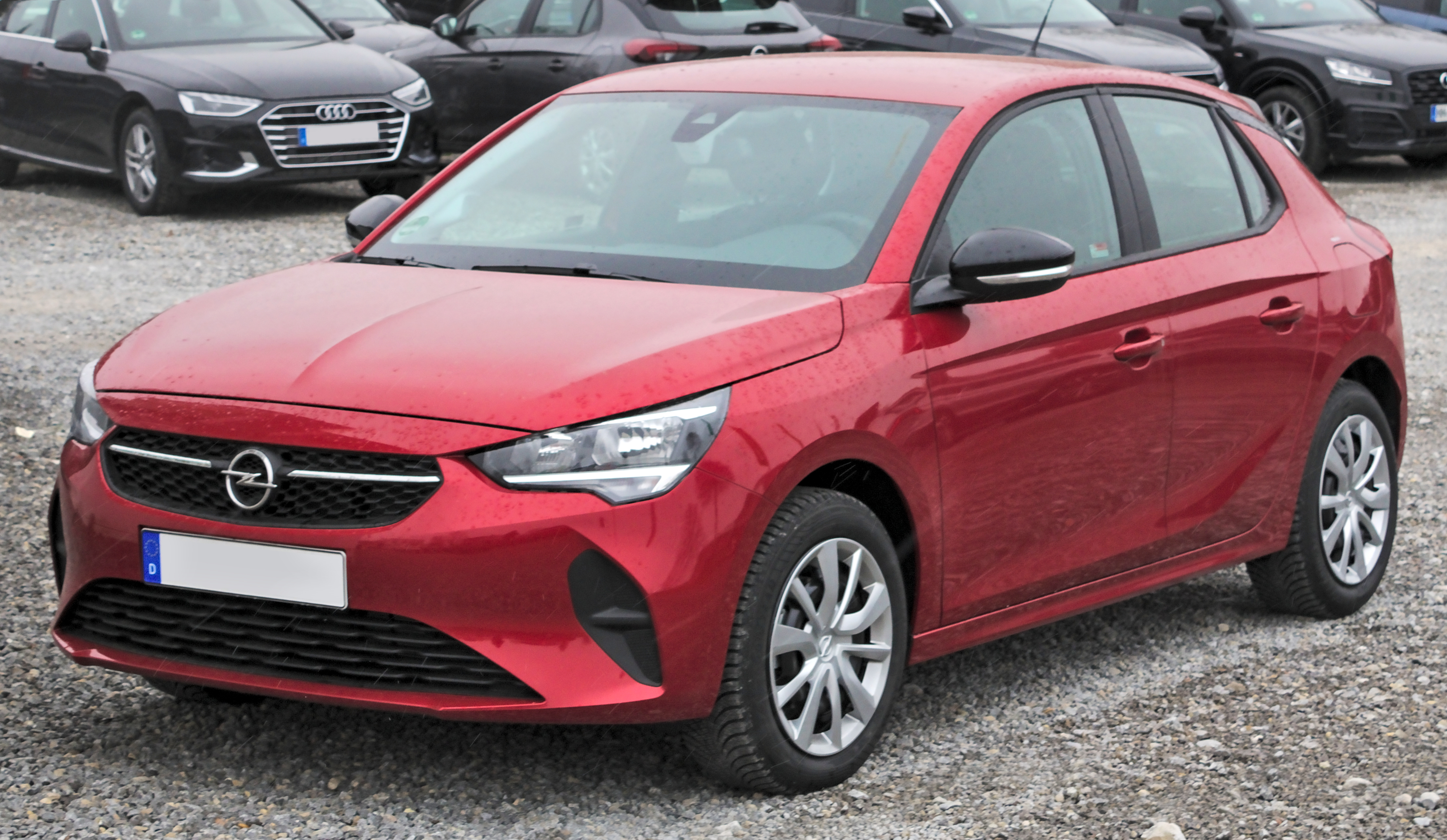
Opel Corsa F

Corsa F byla uvedena v roce 2019. Konstrukčně přešla z technologie General Motors na Groupe PSA a sdílí podvozkovou platformu např. s Peugeotem 208.

## Závodní verze

### Opel Corsa S1600

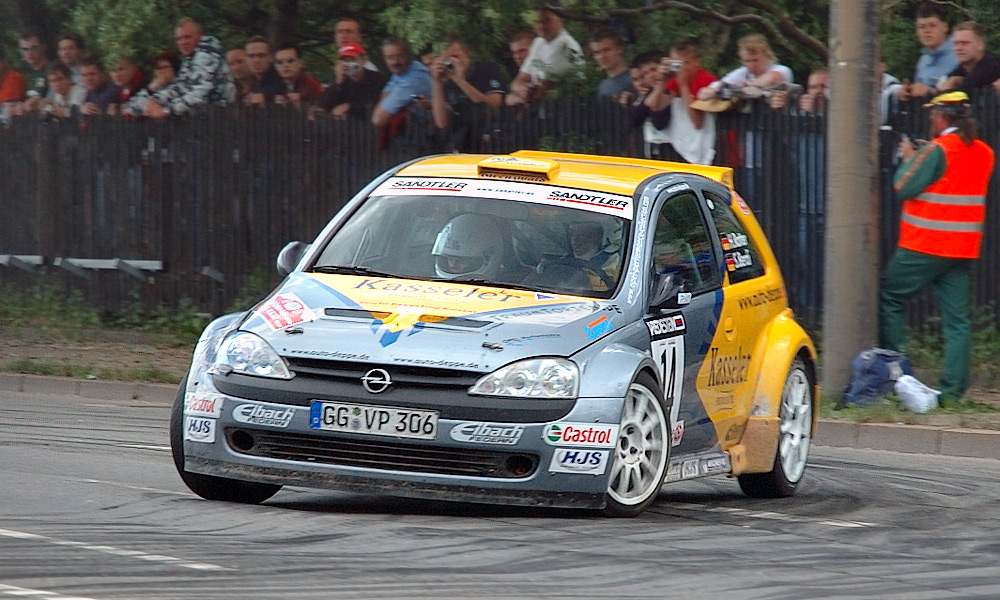
Corsa S1600 na Saxony Rallye

Opel Corsa S1600 byl závodní speciál určená pro rallye, který byl postaven na základě Corsy C. Poprvé byl prototyp představen a autosalonu v Essenu v roce 2000. Vývoj si vzalo na starost oddělení OPC (Opel Performance Center), které spolupracovalo s firmou Ray Mallock, která se podílela na voze Vauxhall Astra Kit Car. Již v roce 2001 probíhaly první testy na prvním startem se stala Německá rallye 2001, kde se vozy představily v roli předjezdce. Prvním ostrým startem se stala Rallye Monte Carlo 2002. První body s vozem získal Niall McShea na posledním podniku, kterým byla Britská rallye 2002. McShea tam vybojoval druhé místo. V sezoně mistrovství světa v rallye 2003 dokončil pouze Kris Meeke jednou na druhé pozici. V ostatních případech havaroval, nebo měl technické potíže. V průběhu sezony mistrovství světa v rallye 2004 Meeke i Kosciuszko své vozy Corsa vyměnily za jiné. Automobily se nadále objevovaly jen v národních šampionátech.
K pohonu sloužil motor o objemu 1598 cm3, který dosahoval výkonu 215 koní a točivého momentu 199 Nm. Hmotnost vozu byla 950 kg.

### Opel Corsa OPC S2000
Speciál pro kategorii Super 2000 je postaven na základě Corsy D. Pohání jej dvoulitrový šestnáctiventilový řadový čtyřválec DOHC o výkonu 275 koní při 8500 otáčkách za minutu, který pohání všechna kola. Převodovka je šestistupňová sekvenční Xtrac. Brzdy jsou od firmy AP Racing. Vývoj vozu zajišťovala společnost MSD.